# Alexandre Arrechea
Alexandre Arrechea est né en 1970 à Trinidad (Cuba). Il commence sa carrière solo en 2003, après avoir fait partie pendant 12 ans du collectif d’art Los Carpinteros (les menuisiers). Considéré comme artiste pluridisciplinaire, Alexandre Arrechea travaille sur des sujets variés, et est connu pour avoir donné naissance à de nombreux projets tels que Ciudad Transportable (2000), El Jardin de la Desconfianza (2003-2005) ou encore Perpetual Free Entrance (2006).

## Biographie
Diplômé de l’Institut Supérieur des Arts de la Havane en 1994, Alexandre Arrechea vit aujourd’hui à Madrid avec sa femme Madeline Arrechea, historienne de l’art, et leurs deux enfants, Dalia et Arturo.

## Travail
Alexandre Arrechea se fait connaître grâce au collectif d’art Los Carpinteros, qu’il forme en 1994 avec les deux artistes cubains Marco Antonio Castillo Valdés et Dagoberto Rodríguez Sánchez. Le Musée d’Art Moderne de New-York (MoMA) les sollicite, et plusieurs de leurs dessins font aujourd’hui partie de la collection permanente du musée.
Alexandre Arrechea quitte le collectif Los Carpinteros en 2003 pour commencer une carrière solo. Son premier projet lui demande deux ans de travail, avant d’être exposé à Los Angeles en 2005. Intitulée El Jardin de la Desconfianza, l’installation présente comme élément central un arbre en aluminium sur lequel sont fixées des caméras de surveillance qui diffusent en temps réel, sur Internet, les images des visiteurs de l’exposition.
Les œuvres d’Alexandre Arrechea - qui traitent de sujets comme le pouvoir, la hiérarchie, la censure - se trouvent souvent enrichies par la participation des spectateurs.
Pour la 10e édition de la Biennale de La Havane (27 mars-30 avril 2009), Alexandre Arrechea a travaillé sur un projet intitulé La habitación de todos. La sculpture représente une maison d'acier divisée en onze sections qui s’agrandit ou se rétrécit en fonction – respectivement - de la hausse ou de la baisse du Dow Jones.
Actuellement, Alexandre Arrechea travaille sur un projet d’art public à New-York, qui consiste à réaliser des projections vidéos sur des immeubles.

## Récompenses
- 2005 : Braziers International, Oxfordshire, Angleterre
- 2002 : Artist in residence, Centre d’Art Contemporain des Baltiques, Newcastle, Angleterre
- 2000 : Prize. Fomento de las Artes, UNESCO, 7e édition de la Biennale de la Havane, La Havane, Cuba
- 1997 : First Prize, Contemporary Art-People’s Award, Magazine El Mundo, Argentaria Foundation. ARCO Fair
- 1995-6 : Endowment. Departamento de Exposiciones y Colecciones, Ministère de la culture Espagnol, Madrid,  Espagne